# Španska nasledstvena vojna
Španska nasledstvena vojna (1701 – 1712) je bila vrsta oboroženih spopadov, ki bi se po pravici lahko imenovala svetovna vojna, saj je mobilizirala velik del Evrope in severne Amerike, torej večino poznanega sveta, kar se do takrat še ni nikoli zgodilo. Na eni strani so se borili Španski imperij, Francija in Bavarska, drugo stran pa so predstavljali Kraljevina Anglija (nato Velika Britanija), Republika Nizozemska, Sveto rimsko cesarstvo,  kraljevina Portugalska in Kraljevina Sardinija.

## Vzroki
Karel II. Španski, španski kralj od leta 1665, je kot zadnji predstavnik Habsburške dinastije umrl 1. novembra 1700. Španski imperij, čeprav finančno in politično v krizi, je bil tedaj največji imperij na svetu: evropska posestva so razen Iberskega polotoka zavzemala tudi ves južni del Apeninskega polotoka s Sicilijo, Sardinijo in Milansko vojvodino. Prekomorska posestva z dobro urejenimi trgovskimi zvezami so segala po obeh Amerikah, Aziji, Afriki in Oceaniji. Ker je bil Karel II. brez potomcev, je njegova smrt sprožila vprašanje o nasledstvu na prestolu. Domala vse vladarske družine v Evropi so bile na kak način v sorodstvenem razmerju s špansko krono in večina teh sorodnikov je bila prepričana, da ima po Karlovi smrti pravico do nasledstva na prestolu, kar bi pomenilo posest takrat najpomembnejšega tržišča na svetu. To je bil glavni vzrok španske nasledstvene vojne.
Poleg tega v zgodovinarskih krogih prevladuje mnenje, da so bili vsi takratni evropski vladarji enotni v prepričanju, da je treba tako velik imperij razdeliti na manjše dele, ker bi sicer zedinjenje s katerokoli izmed ostalih držav pomenilo občuten premik v razmerju sil na svetu. V tem smislu torej ni šlo za določanje, kdo bo naslednik, temveč kdo bodo nasledniki in kaj si bo vsak od njih pridobil.
Pri obravnavi vzrokov španske nasledstvene vojne igrata pomembno vlogo francoski kralj Ludvik XIV. in njegova osvajalna politika. Francija, tedanja politična velesila v Evropi, je leta 1697 zaključila devetletno vojno s Holandci. Po poznejših ocenah je bila devetletna vojna le uvodno obdobje španske nasledstvene vojne, saj so se pri nasprotovanju Francozom izoblikovala zavezništva med državami, ki so nato leta 1701 sklenile alianso in napovedale vojno Franciji.
Zavest možnosti, da bi Francija obvladala tudi veliki Španski imperij in na ta način okrepila svojo hegemonijo v Evropi, je povzročila ostro nasprotovanje drugih evropskih sil. Predvsem Anglija in Združene holandske province sta podprli drugega pretendenta na prestol, nadvojvodo Karla VI. Habsburškega, sina cesarja Leopolda I. Habsburškega. S tem je spor postal tipični dinastični problem med Bourboni in Habsburžani, medtem ko so za ostale udeležence bili vzroki sovražnosti predvsem ekonomsko-trgovinskega značaja. Tako Angleži kot Holandci so s podpiranjem Habsburžanov računali na dostop do španskih tržišč v Ameriki. Sveto rimsko cesarstvo je hotelo pridobiti španska ozemlja v Italiji in na Nizozemskem. Angleži in njihovi zavezniki Holandci so hoteli zagotoviti protestantsko nasledstvo v Angliji in utrditi holandski položaj na južnih mejah države, predvsem pa je šlo za vzpostavljanje trgovskih odnosov Kraljevine Anglije ter Holandskih republik s španskim imperijem.

## Nasledstvo na španskem prestolu
Karel II. Španski je bil zadnji moški naslednik španskega prestola, ni imel ne bratov, ne sinov. Imel pa je dve sestri, Marija Terezija je bila poročena z Ludvikom XIV., Margarita pa z Leopoldom I.. Obe družini sta imeli določene pravice do nasledstva. Kljub temu je Karel II. v svoji zadnji oporoki prestol zapustil vnuku Ludvika XIV. Francoskega, Filipu Borbonskemu vojvodi Anžujskemu. Oporoka je vsebovala tudi dve zahtevi, ki pa ju Filip V. v času svojega vladanja ni izpolnil. Prva je hotela, da njegovi nasledniki obdržijo dotedanji način vladanja, obstoječa sodišča in veljavnost vseh zakonov ter iz njih izhajajočih pravic. Z drugo zahtevo je Karel določil, da se Filip V. odpove pravici do nasledstva v Franciji, s čimer bi španska monarhija ostala ločena od francoske. Izbira Filipa V. za naslednika je bila zelo premišljena odločitev in po Karlovih načrtih edina možnost, da se ohrani enotnost vseh ozemelj Španskega imperija, saj je bil Ludvik XIV. Francoski v tistem času vladar z največjo močjo v Evropi in zato edini sposoben uresničiti njegova pričakovanja.
12. novembra 1700 je Ludvik XIV. javno izrazil soglasje s pokojnim španskim kraljem s tem, da je pismo o prevzemu dediščine naslovil na ovdovelo špansko kraljico. Štiri dni kasneje je pred zborom kraljeve družine, visokih državnih uradnikov in tujih diplomatov predstavil vojvodo Filipa iz Anjoua, ki je z imenom Filip V. Španski zasedel prestol v Madridu 17. februarja 1701. Ljudstvo ga je sprejelo z velikim veseljem in v upanju na spremembe v monarhiji. Kmalu je Filip V. postal znan tudi pod imenom Srčni.

## Stališče Francije
Geografski položaj Francije, ki je bila dejansko obkrožena s španskimi posestvi, je bil gotovo prvi vzrok za ekspanzionistično politiko Ludvika XIV. Pregled osvajalnih vojn, ki jih je začel, daje razumeti, da je bil njegov cilj prav konkurenca z mogočnim sosedom. V tem pogledu je tudi razumljivo, da je Ludvik sicer sprejel zapuščino pokojnega španskega kralja, da pa nikoli ni mislil izpolniti njegovega naročila, naj se francoska in španska posestva ne združijo, saj bi to samo potrdilo obstoječe stanje, proti kateremu se je boril. Že v ustoličenju Filipa V. je Ludvik XIV. videl samo bodočo francosko hegemonijo v Evropi.
V časovnem pregledu dogajanj je špansko nasledstveno vojno povzročil prav francoski kralj že leta 1698, ko je izbral angleškega kralja Viljema III. za sogovornika pri določanju razdelitve Španskega imperija odnosno pri iskanju rešitev za dinastični spor, ki je bil predviden po skorajšnji smrti zadnjega španskega kralja Karla II. Sklenila sta pogodbo, vendar le enostransko, to je brez prisotnosti in brez upoštevanja sosednjega Svetega rimskega cesarstva in Španije same, kar je prav njiju najbolj oškodovalo. Toda ko se je Ludvik XIV. opredelil proti Viljemu v notranji angleški politiki, je Viljem preklical sporazum z njim. Za nasledstvo na španskem prestolu so sledila nova pogajanja. Londonska pogodba je leta 1700 določila za prestolonaslednika Karla III., drugega sina cesarja Leopolda I. Podedoval naj bi španski prestol in prekomorska posestva, vendar ne italijanskih posestev, kar je Karla odvrnilo od podpisa pogodbe. Edina pozitivna posledica teh dogovorov je bilo spoznanje, da skrivna pogajanja med državniki, ki so bila do tedaj normalni postopek pri vseh pogodbah, niso več sprejemljiva. To je bilo jasno razvidno iz odmeva, ki sta ga imeli ti dve pogodbi v angleškem parlamentu, izključenem iz pogajanj kljub njegovi zakonodajni moči.
Razen stikov z Viljemom je francoski kralj svojevoljno nastopil tudi na drugih pozoriščih. Tako je leta 1701 zasedel španska ozemlja med Republiko Nizozemsko in Francijo in si zagotovil sodelovanje Viktorja Amedeja II. Savojskega v severni Italiji. Istočasno je skušal ovirati angleško in holandsko trgovino s prekomorskimi deželami. Postalo je jasno, da se ima francoski kralj za edinega upravičenega odločati o prihodnosti evropske politike. Zato so dne 7. septembra 1701 Kraljevina Anglija, Republika Nizozemska in Sveto rimsko cesarstvo podpisali koalicijo z namenom, da se s skupnimi močmi zoperstavijo Franciji in podprejo habsburškega kandidata za prestol. Sklenili so Haaško alianso, s katero se je obnovila Velika aliansa iz leta 1689, ki je svoj čas zaznamovala začetek devetletne vojne. Leto kasneje so se antibourbonski koaliciji pridružili še Portugalska kraljevina in Kraljevina Sardinija.

## Potek vojne
Maja 1702 je Haaška aliansa napovedala vojno Ludviku XIV. in Filipu V. V prvem obdobju je vojna najprej potekala na ozemljih izven Iberskega polotoka, od leta 1704 naprej pa sta se obe strani soočili tudi na španskih tleh. Tako se je spopad ne samo teritorialno razširil, temveč tudi spremenil v pravo državljansko vojno na polotoku samem. Med letoma 1709 in 1711 so se vrstili dokaj neurejeni spopadi na vseh frontah; poznejši komentatorji so mnenja, da je bilo to obdobje le nekakšna reorganizacija sil in načrtovanje končnih bojev. Zaključno obdobje vojne je leta 1711 postavilo udeležence pred nepričakovane dogodke, ki so bistveno spremenili dotedanje razmere. Poleg tega so bile vse vpletene strani izčrpane, nekatere pa tudi nezadostno motivirane za nadaljnje vojskovanje. Zato je prišlo do dolgoveznih pogajanj, ki pa niso popolnoma zaključila sovražnosti. Konec španske nasledstvene vojne se formalno postavlja v leto 1715.

### Prvo obdobje vojne (1701-1708)
Prvi spopadi so bili na severu ob meji med Francijo in Republiko Nizozemsko, kjer so Holandci s sodelovanjem Angležev želi precejšnje uspehe. Leta 1706 so osvojili dober del francoskih posestev v Holandiji in jih razglasili za skupno angleško-nizozemsko posest kot nevtralno področje med Nizozemsko republiko in Francijo. V glavnem zaradi nezadovoljstva med prebivalstvom, so po dveh letih Francozi spet napadli in zavzeli to področje, a so ga zavezniki spet pridobili.
Leta 1702 je umrl Viljem, angleški kralj in formalni stadhouder  na Nizozemskem. Nasledila ga je Ana Stuart Britanska, ki je nadaljevala politiko predhodnika in potrdila imenovanje vojvode Marlborougha za vrhovnega poveljnika vojske proti Franciji. Nizozemci so še naprej skrbeli samo za razvoj svoje trgovine in jih nista motila niti politična podrejenost Angliji niti vojaško vodstvo Marlborougha.
Na jugu so se Francozi spopadli s Svetim rimskim cesarstvom, ki pa ni bilo zelo uspešno, saj so morali cesarski oddelki vzdrževati vojno tudi s Turki na drugi strani cesarstva. Razen tega so Bavarci stopili na francosko stran, a so bili poraženi. V bitkah, ki so sledile, so bili uspehi izmenični. Delne in nezadostne uspehe zaveznikov je treba pripisati predvsem slabi koordinaciji med vojskami in odkritemu nasprotovanju med poveljstvi.
Na italijanskih tleh je šlo najprej za Savojo in Milano, saj je Neapeljsko kraljestvo že sprejelo Filipa V. za kralja. Savojska kneževina je bila v začetku vojne na francoski strani, a ko je postalo jasno, da jo namerava Ludvik XIV. vključiti v svoja ozemlja, so Savojci prestopili k aliansi, da bi ohranili neodvisnost (1703). Francoske čete so začele osvajati Savojo kos za kosom, dokler ni prispela na pomoč cesarska vojska. Cesar je s pogajanji dosegel, da se je Francija dokončno umaknila s severne Italije. S pridobitvijo Savoje in Milana so Avstrijci dejansko dosegli svoje primarne cilje in so se lahko obrnili proti južni Italiji, to je proti Neaplju, ki so ga zasedli skoraj brez boja: Karel VI. Habsburški, cesarjev brat, je bil proglašen za neapeljskega kralja, kar je pozneje (1713) tudi formalno postal. Tudi Angleži so podpirali avstrijsko prisotnost v Neaplju, saj jim je omogočala nemoteno pomorsko in trgovinsko dejavnost.
Zavezniki so napadli direktno Iberski polotok v glavnem dvakrat. Leta 1702 so Britanci zavzeli Gibraltar in ga spremenili v pomembno vojaško bazo tik ob Španiji, kar jim je omogočilo nadzor nad plovbo med Sredozemskim morjem in Atlantskim oceanom. Po pristopu Portugalcev k zavezništvu se je nato leta 1704 vojska nadvojvode Karla VI. Habsburškega izkrcala v Lizboni, od koder je nameravala napasti španske Bourbonce. Ta dva dogodka sta premaknila pomembnost vojne na interna dogajanja na Iberskem polotoku. 
Notranji spopadi so se vršili med pristaši obeh kandidatov za prestol, kar je dalo povod za državljansko vojno med glavnimi deželami Aragonske krone. Bourboni so imeli glavno podporo s strani Kastiljskega kraljestva in velikega dela Valencije, Habsburžani pa podporo Aragonskega kraljestva, ki se ni strinjalo z vodilnim položajem Kastilje v Španiji. Niti niso bili vsi Kastiljci in Aragonci enotnega mnenja, na primer kastiljsko visoko plemstvo je stalo na strani nadvojvode habsburškega. Proti koncu leta 1705 so zavezniki osvojili Barcelono in Valencijo, naslednjega junija še Madrid in Zaragozo. Vendar je bila vojska oddaljena od svojih kontinentalnih oporišč in se je morala kmalu umakniti.. 
V bitki pri Almansi je špansko-francoska vojska pridobila Aragonijo ter Valencijo in s tem osvobodila Madrid. Zavezniki so se sicer nadalje borili v več spopadih, a brez pravih uspehov. Avstrijci so še vedno podcenjevali pomen španskih dogajanj in so šele leta 1708 poslali tja svoj vojaški kontingent, s katerim so pa osvojili le Menorko in Sardinijo, medtem ko je Filip V. nemoteno prodiral v notranjosti polotoka.
Prvo obdobje vojne se je zaključilo s pogajanji. Aprila 1708 je Ludvik XIV. začel pogovore z Nizozemci, ki so takoj zahtevali tudi prisotnost Britancev. Spričo dejanskega stanja na bojiščih so Avstrijci in Britanci postavili Ludviku tako težke pogoje, da jih kralj ni mogel sprejeti. Naslednjega maja so se pogajanja obnovila v Haagu. Francijo je zastopal zunanji minister Colbert de Torcy , zaveznike pa Evgen Savojski in Filip Sinzendorf za Habsburško monarhijo, Marlborough in Townshend za Veliko Britanijo, Heinsius, Buys in Van der Dussen za Republiko Nizozemsko, ob prisotnosti pruskih, savojskih, portugalskih in nemških predstavnikov. Francozi niso marali prositi za lažje pogoje predaje, saj bi s tem priznali svojo šibkost, zato so čakali na ponudbo nasprotnikov. Ponudba, tako imenovani haaški pripravljalni dogovor, se je izkazala za zaostritev prejšnjih zahtev. Te so med drugim predvidevale predajo Strasbourga in nekaterih trdnjav na meji z Nizozemsko ter priznanje protestantskih naslednikov na britanskem prestolu, kar je bil Ludvik XIV. tudi pripravljen sprejeti. Toda glavni pogoj je bil predaja celotnega španskega teritorija Karlu III., za kar bi Francozi pridobili dvomesečno premirje. Ludvik XIV., ki je sicer že pripravljal umik iz Madrida, naj bi odstopil tri francoska in tri španska mesta kot jamstvo za odstop Filipa V. in če bi Filip ne pristal na odhod, bi se morala francoska vojska pridružiti zavezniški v napadu na Španijo. Tega nista mogla sprejeti ne Ludvik XIV. ne Filip V.
Pogovori so obtičali in Francozi so se vrnili na bojišče.

### Drugo obdobje vojne (1709-1711)
Vojna se je nadaljevala, tudi zaradi prepričanja zaveznikov, da je francoski odstop od pogajanj le poskus podaljšanja premirja. V pričakovanju odločilnega skupnega napada so zavezniki nastopili na raznih bojiščih brez prave koordinacije. 
Francozi so obnovili sovražnosti na mejah z Nizozemsko. Pri Malplaquetu jih je sicer premagala zavezniška vojska, a bila je le Pirova zmaga, saj je terjala visoke izgube predvsem s strani Nizozemcev. Poleg tega so se Nizozemci čutili ponižane, ker so jih njihovi najbližji zavezniki, Britanci, izključili iz pogajanj za delitev vojnega plena, ki so jih skrivaj vodili s cesarsko Avstrijo. Čeprav so Britanci poravnali zamero z raznimi obrambnimi in trgovskimi sporazumi, so Nizozemci povsem izgubili voljo do nadaljnjega bojevanja, saj so pravzaprav svoje cilje že dosegli. Na drugi strani, niti britanski parlament ni odobraval trgovskih pogodb z Republiko Nizozemsko. Tudi zaradi notranjih političnih problemov so bili Britanci vedno bolj nasprotni nadaljevanju vojne na celini. Uspehi, ki jih je žel na bojišču Marlborough, so v preteklih letih podžigali Britance k boju, a malplaquetski poraz je zgovorno svetoval, naj se sklene mir.
Negotovost in pomisleki med zavezniki so negativno vplivali na njihove uspehe. Tudi na ostalih bojiščih je leto 1710 poteklo brez večjih sprememb.
V Španiji, od koder je Ludvik XIV. že odpoklical glavnino vojske, se je moral Filip V. sam boriti za prestol. Po raznih spopadih so v avgustu zavezniki ponovno zasedli Aragonijo in septembra 1710 je Karel III. kljub nasprotovanju prebivalstva vkorakal v Madrid.
Prva mirovna pogajanja so se začela že poleti 1710. med Britanci in Francozi, seveda "privatno", na običajni skriti način. Sprva so Britanci ponujali mir v zameno za ugodne dvostranske odnose, predvsem ekonomske, in brez lastnih teritorialnih prikrajšanj. Vendar so zaradi izgub na španskih bojiščih končno privolili tudi v odstop posestev na španskem in na Karibih, a samo pod pogojem, da ostaneta francoski in španski prestol ločena.

### Tretje obdobje vojne (1711-1712)
Vsak nadaljnji korak, tako na bojiščih kot na pogajanjih, je bil zamrznjen aprila 1711, ko je prišlo do nepričakovanega prevrata sil zaradi smrti cesarja Jožefa I. Habsburškega. Naslednik je bil njegov brat Karel III., ki je bil po londonskih sporazumih iz leta 1700 tudi španski prestolonaslednik. Tako bi se uresničilo združenje dveh ogromnih imperijev, to pot španskega in avstrijskega, za čigar preprečitev se je že enajst let borila vsa Evropa. Bolj kot kdaj koli prej so bila potrebna mirovna pogajanja.
Dne 27. septembra 1711 je Karel zapustil Barcelono in po nekaj dneh je bil kronan za svetega rimskega cesarja z imenom Karel VI. Habsburški.
Da bi prisilili Ludvika XIV. k pogajanjem, so Britanci napadli francosko trdnjavo v Quebecu in tako prenesli vojno še na ameriška tla. Do takrat se je vojna v kolonijah omejila na manjše spopade med naseljenci, v glavnem za posest pridobljenega prostora. Tako Francozi kot Britanci so pa bili mnenja, da se bo vojna v kolonijah izčrpala z zaključkom sovražnosti v Evropi. Dejansko je bila tudi francoska zmaga v Quebecu zamegljena z zmagami, ki jih je v Evropi pobiral Marlborough za zaveznike.
Utrujenost vseh udeležencev nasledstvene vojne je narekovala čimprejšnja pogajanja in januarja 1712 je bil sklican kongres v Utrechtu. Tudi Francija, sicer popolnoma poražena, je bila poklicana na mirovna pogajanja za zaključitev nasledstvene vojne. Toda prišlo je do nepričakovanih razpletov. Direktni francoski prestolonaslednik, sin Ludvika XIV., je umrl že prejšnje leto in med februarjem in marcem 1712, takoj po sklicanju utrechtskih pogovorov, sta umrla tudi njegov sin in vnuk. Nasledstvo je tako prešlo na Ludvika, bolehnega pravnuka Ludvika XIV., ki je imel komaj dve leti. Naslednji upravičenec na kraljevi prestol je bil prav Filip V., trenutni vladar v Španiji. Da se ne bi spet ponovila možnost združenja dveh imperijev, je moral Filip odstopiti od pravice do enega ali drugega nasledstva. Odločil se je, da ostane v Španiji, s čimer se je seveda zameril Ludviku XIV., a je storil prvi korak do miru v Evropi.

## Mirovna pogajanja
Potreba po miru je zahtevala diplomatske rešitve konflikta. Pogajanja so bila zelo zahtevna in so trajala eno leto, tudi zaradi novega položaja, v katerem se je znašel Filip V. Končni sporazum je bil podpisan šele aprila 1713 (Utrechtski mir). 
Prvi delni sporazum je bil sklenjen med Francijo in Veliko Britanijo. Poleg splošno znanih točk (dokončna ločitev med francosko in špansko krono, nevtralno ozemlje med Francijo in Republiko Nizozemsko, spoštovanje mej s cesarstvom) so bili odobreni razni skrivni dogovori med državama. Teritorialni sporazumi so obvezovali Francijo, da podpre neodvisnost Savoje od cesarstva in da spoštuje pretekle dogovore med Habsburžani in Španijo, predvsem odstop Menorke. Trgovski sporazumi so med drugim predvidevali uničenje oporišča na Dunkerqueju in španski odstop tridesetletnega asiento (monopol za uvoz sužnjev).
V prepričanju, da je takojšnja prekinitev sovražnosti ugodna za vso alianso, so Britanci sklenili s Francozi tudi nenapadalni pakt in odpoklicali svoje čete z bojišč. Njihovi najbližji zavezniki Nizozemci, ki spet niso bili vključeni v skrivna pogajanja in niso dosegli nikakršnih trgovskih ali teritorialnih priznanj, so vojno nadaljevali. Priključili so se cesarskim četam, ki so napadale Francijo s severa.
V kratkem so pristopili k nenapadalnemu dogovoru tudi Savojci in Španci. Avstrijsko cesarstvo bi se sedaj moralo zoperstaviti Francozom brez pomoči zaveznikov in tudi Nizozemci bi ne zdržali dolgo brez britanske podpore. Za dosego miru so bili Avstrijci pripravljeni na umik z Iberskega polotoka, a Francozi so postavili dodatne zahteve, ki jih cesar ni mogel sprejeti. Zahtevali so odstop Luksemburga, priznanje Filipa V. za španskega kralja in predvsem formalno obvezo, da se cesarstvo ne bo širilo v severni Italiji. Da bi se pobotali z Nizozemci, so jim Angleži ponudili več trgovskih ugodnosti in več ozemlja, kot so ga imeli v začetku vojne, vendar bi ta dogovor morali ratificirati Avstrijci.
Aprila 1713 so podpisale dokončni mirovni sporazum s Francijo Velika Britanija, Prusija, Savoja, Portugalska in Republika Nizozemska. Glavne točke dogovora so bile sledeče:
- Filip Buorbonski se prizna za španskega kralja kot Filip V.: odpove se francoski kroni v svojem imenu in v imenu svojih potomcev. Francoski Bourboni se odpovejo nasledstvu na španskem prestolu tudi v imenu svojih potomcev. Na ta način s Filipom nastane nova veja Bourbonov, ki si s francosko vejo ne deli dednih pravic.
- Španija odstopi Avstriji nizozemska posestva, Neapeljsko kraljestvo, Milansko kneževino in ozemlje v Toskani.
- Španija odstopi Bavarski Sardinijo.
- Španija odstopi Veliki Britaniji Gibraltar, Menorko, trajni asiento in dovoljenje, da ena britanska ladja enkrat na leto pristane v enem od južnoameriških pristanišč.
- Francija odstopi Veliki Britaniji Novo Fundlandijo, Novo Škotsko in Hudsonov zaliv ter prizna protestantsko Ano Stuart za angleško kraljico (kar odpove dotedanjo podporo katoličanu Jakobu Edvardu Stuartu).
- Nizozemci pridobijo pravico do gradnje vojaških utrdb na meji z bivšimi španskimi ozemlji, sedaj v cesarski lasti.
- Savoja pridobi več obmejnih ozemelj in Sicilijo z njenim kraljevim naslovom.
- Cesarstvo prevzame Mantovo, saj je bil Ferdinand Karel IV., zadnji Gonzaga, obtožen felonije (neposlušnosti fevdnemu gospodu).
- Gelderland se razdeli med Prusijo, Nizozemsko, Avstrijo in Bavarsko.[14]

S cesarstvom so bili Francozi še v vojni. Zadnja bitka se je odvila novembra 1713, ko so Avstrijci osvojili Fribourg. Že v naslednjih dneh so se začela mirovna pogajanja, ki so se sicer opirala na utrehtske odločbe, vendar je bilo treba upoštevati tudi vojaške uspehe, ki jih je Avstrija dosegla po njih. Sporazum med Francijo in Avstrijo je bil podpisan marca naslednjega leta v Rastattu in dodatno potrjen od Svetega rimskega cesarstva v septembru v Badnu.
Vsebuje naslednje popravke utrehtskih dogovorov: 
- Cesarstvo se odpove dedni pravici do nasledstva na španskem prestolu, a ne prizna Filipa V. za španskega kralja in ne sklene miru s Španijo.
- Cesarstvo nadzoruje politiko Milana, Neaplja, Mantove, toskanskih pristanišč, Sardinije (ki je bila v Utrehtu dodeljena Bavarcem) in večine bivše španske Holandije.
- Francija se odpove pokrajinam onkraj Rena (Fribourg, Kehl, Breisach) in prekliče zavezništvo z Ogrsko.
- Francija ohrani Strasbourg in Alzacijo in pridobi Landau.
- Bavarska in Köln ostaneta neodvisna.

Antverpenski sporazum iz leta 1715, ki je veljal za dopolnilo Rastattskega sporazuma, je upravičil gradnjo in posest osmih nizozemskih trdnjav na področju pod cesarsko oblastjo in potrdil nizozemsko zaporo plovbe po Šeldi, ki je dejansko onemogočila rečno trgovanje samega Antwerpna.
Zadnji sporazum je bil podpisan med Španijo in Portugalsko februarja 1715 v Madridu. Španija je vrnila Portugalski delček ozemlja ob Rio de la Plata, vendar ni prišlo do sprave pri ostalih odprtih vprašanjih in vojno stanje se ni prekinilo.

## Zadnja bojišča
Z Utrechtskim mirom in naslednjimi dodatki (v Rastattu, Badnu, Antverpnu in Madridu) se je uradno zaključila španska nasledstvena vojna, čeprav so ostala odprta še nekatera bojišča. Glavno nerešeno vprašanje je bila še vedno trajajoča civilna vojna na Iberskem polotoku. Katalonija je še vedno nasprotovala Bourbonom in ni hotela priznati Filipa V. kot novega španskega kralja, ker ni priznaval tradicionalnih privilegijev Kataloncev. Kljub temu, da niso več mogli pričakovati podpore s strani nobenega zaveznika, so se v Barceloni odločili za nadaljevanje oboroženega protesta. Osrednja španska vlada ni imela druge izbire, kot da Katalonijo premaga s silo. Zadnji spopad se je zgodil 11. septembra 1714 in Barcelona je kapitulirala štiri dni kasneje. Samo Majorka je vzdržala devetmesečno obleganje do julija 1715, ko se je podala.
Tudi po sklenitvi miru si je Filip V. skušal pridobiti nekaj ozemlja. Napadel in zavzel je Sicilijo in Sardinijo, ki ju je mirovni dogovor dodelil cesarstvu odnosno Savojcem. Proti temu podvigu so se združili Francozi, Avstrijci, Nizozemci in Britanci, zato je spopad znan pod imenom vojna četverne alianse. Francija je napadla Španijo s severa in istočasno so se Britanci izkrcali na Siciliji. Sledila so pogajanja in februarja 1720 je bil podpisan Haaški sporazum, s katerim se je Filip odpovedal italijanskim ozemljem. Isti sporazum je tudi predvideval, da se Savoja odpove Siciliji v zameno za Sardinijo.

## Posledice
Zaključek španske nasledstvene vojne in okrnitev Španskega imperija sta pomenila spremembo ravnotežja sil v Evropi, bodisi na celini kot v Sredozemskem morju, pa tudi v nekaterih prekomorskih deželah. Prekinitev sovražnosti je ugodno vplivala na primer na spopade z Irokezi v Kanadi in na trenja med evropskimi državami, ki so na Indijski podcelini pridobivale preostale kraljevine Mogulskega cesarstva. Te posredne posledice, ki jih sicer v Evropi ni bilo občutiti, med drugim upravičujejo vključitev spopada med svetovne vojne.
Francija je s špansko nasledstveno vojno pravzaprav dosegla svoje cilje: ni bila več obkoljena s habsburškimi posestvi in na španski prestol je bil postavljen Bourbon. Odpovedati se je morala sicer nekaterim prekomorskim ozemljem, a ne najpomembnejšim, na primer Louisiani in Kanadi, kjer je še vedno nadzorovala plovbo po Misisipiju in po Reki svetega Lovrenca. Vendar zaradi težkih finančnih problemov ni več uživala prejšnjega ugleda in ni imela več možnosti za pridobitev novih kolonij. Vojaški porazi in ekonomska kriza po smrti Ludvika XIV. v septembru 1715 so povzročili postopno propadanje države.
Čeprav je Španija ohranila prekomorske kolonije, je izgubila veliko evropskih posestev, kar je zameglilo ves njen politični vpliv. Filip V., ki je sprva s podporo soproge Marije Luize Savojske uspešno kljuboval nasprotnikom, je po njeni smrti poročil Elizabeto Farnese. Ta ga je po zaključku vojne navdušila za pohod na Sicilijo, ki je pa samo škodoval njegovemu že upadajočemu ugledu. Filip se ni dokončno uveljavil niti v notranji politiki, saj je uvedel strogo centralistične ukrepe, ki so prezrli lokalne avtonomije in končno ukinili oblast Aragonije, Valencije, Katalonije in Majorke. Kljub temu je za časa Filipa V., v glavnem vsled njegovih ekonomskih reform, Španija okrepila gospodarstvo in utrdila politično pomembnost. Glavna posledica, po današnjih merilih, je bilo prav zedinjenje raznih kraljestev, ki so sestavila enotno državo, prvo prednico današnje Španije. Dotlej je bila Španija le neuradno ime za celotni Iberski polotok in je pozneje pomenila zvezo med aragonskimi in katalonskimi kralji, ki se sicer niso nikoli proglasili za španske kralje, so pa več ali manj prikrito načrtovali posest vsega polotoka.
Velika Britanija je kljub zelo nemirni notranji politiki osvojila prednost na morju in, skupaj z Republiko Nizozemsko, obvladanje vseh trgovskih zvez z Ameriko in daljnim vzhodom. Dovoljenje, da ena britanska ladja enkrat na leto pristane v enem od južnoameriških pristanišč, ki se danes zdi postranske važnosti, je nasprotno pomenila začetek nemotenega trgovanja z Ameriko in zaton španskega trgovinskega monopola.
Avstrija je sicer izgubila španska posestva in Sicilijo, je pa pridobila bivšo špansko Holandijo in Neapelj, kar je veljalo za ugoden rezultat. Po utrehtskih dogovorih je bila Avstrija dejansko zaščitena pred vplivom evropskih velesil, saj so jo ločevale od Francije in Španije tako Italija kot nemške dežele. Tako se je Karel VI. mogel nemoteno posvetiti svojemu obširnemu imperiju ter utrditi svojo oblast in svetovni ugled.
Republika Nizozemska je v vojni popolnoma izčrpala svoje finančne in vojaške rezerve. Država je štela samo tri milijone prebivalcev, ki so z velikimi žrtvami in dolgovi prenesli vojne stroške, a se po vojni niso mogli več postavljati v vrsto z bivšimi zavezniki. Predvsem se nizozemska mornarica ni več mogla kosati z britansko floto, ki je s pridobitvijo Gibraltarja in Minorke gospodovala tudi v Sredozemlju. Vendar so bili Nizozemci izredni trgovci, bančniki in diplomati in so pravzaprav z vojno dosegli svoj glavni cilj, to je zaščito trgovine. Z antwerpenskim sporazumom so si nato zagotovili nadaljnji razvoj trgovine na vsem območju današnje Belgije. Nizozemska se je po vojni povsem izognila evropski politiki in se prav zaradi svoje nevtralnosti uveljavila na mednarodnem pozorišču.